# کوسکوس معمولی جنوبی
کوسکوس معمولی جنوبی (نام علمی: Phalanger mimicus) نام یک گونه از سرده پره‌کیسه‌دارها است.